# Lorin Fortuna
Lorin Ioan Fortuna (n. 7 mai 1948, Rădăuți, Rădăuți, România – d. 25 noiembrie 2016, Timișoara, România) a fost președintele Frontului Democratic Român și unul din liderii revoluționari din Timișoara.
În decembrie 2014 i s-a acordat titlul de cetățean de onoare al orașului Timișoara.

## Activitate politică
A făcut parte din Partidul Comunist Român, fiind un oficial al acestuia.

Manifestul "A căzut tirania" tipărit de Frontul Democratic Român din Timișoara în 22 decembrie 1989, care este, de fapt, proclamația întocmită de un colectiv condus de Lorin Fortuna, în noaptea de 20-21.12.1989, difuzată, prin multiplicare xerox, în data de 21.12.1989, precum și tipărită și distribuită, ca manifest revoluționar, în dimineața zilei de 22.12.1989

În 20 decembrie 1989 a fost inițiatorul acțiunii prin care s-a înființat Frontul Democratic Român din clădirea Teatrului de Stat și a Operei din Timișoara, devenind președinte al acestei formațiuni politice, de tip front, constituită în condiții de ilegalitate.
A fost președintele Consiliului Județean Timiș al Frontului Salvării Naționale de la 23 decembrie 1989  până la 12 ianuarie 1990 când a fost forțat să-și dea demisia.

## Activitate civică
A devenit, apoi, președinte al asociației de revoluționari Victoria din Timișoara, iar, din 2004, este și membru al Colegiului Național al Institutului Revoluției Române.
Lorin Fortuna a contribuit, determinant, la înființarea mai multor organizații civice, la (sau în) conducerea cărora s-a aflat și a activat: Asociația "VICTORIA" a Luptătorilor în Revoluție, din Timișoara; Uniunea Romanilor Bucovineni (transformata, ulterior, în Mișcarea Civica "Mihai Eminescu"); Mișcarea "Sarmizegetusa"; Mișcarea Națională pentru Reîntregire; Forumul Unității Naționale (ca organizație federativa de asociații civice); Grupul Constituțional "Timișoara"; Mișcarea Civica Voievodul Gelu.
Cu Grupul Constituțional Timișoara a înființat Forumul Constituțional Cetățenesc, din Timișoara, în cadrul căruia a procedat la o analiză critică a Constituției post-revoluționare a României, punând în evidență numeroase carențe, organizând dezbateri publice în acest scop și realizând, în final, un proiect: Proiectul Constituțional "Timișoara", numit și Constituția de la Timișoara.
A participat la numeroase acțiuni civice, inclusiv de protest civic, organizate din 1990 până în prezent, în scopul întăririi societății civice românești, ca o alternativă.
A redactat, publicat și difuzat numeroase lucrări cu caracter specific civic, despre revoluție, despre democrație, despre constituționalism s.a. A fost un ideolog și un promotor fervent al democrației meritocratice, la nivel societal.

## Activitate profesională
A absolvit în 1972 Facultatea de Electronică și Telecomunicații din cadrul Institutului Politehnic București, fiind repartizat, după absolvire, la Centru Teritorial de Calcul Electronic din Timișoara unde și-a început activitatea de informatician. Din 1976 s-a transferat la Facultatea de Electrotehnică din cadrul Institutului Politehnic Timișoara, iar apoi, după înființarea unei noi facultăți, la Facultatea de Electronică și Telecomunicații. La momentul declanșării evenimentelor de la Timișoara din decembrie 1989 era șef de lucrări.
În data 14 iunie 1991 își susține teza de doctorat la Facultatea de Electronică și Telecomunicații, din cadrul Institutului Politehnic București, obținând titlul de doctor, cu teza în domeniul aplicării vorbirii artificiale în industrie și telecomunicații, fiind autorul a câtorva zeci de lucrări științifice, precum și de brevete de invenții în acest domeniu.
A coordonat un colectiv de cercetare care a realizat în 1989 primul robot telefonic, cu vorbire artificială, utilizat în perioada 1989-2008 ca serviciu special de furnizare a orei exacte, prin telefon, în cadrul rețelei telefonice naționale (apelabil la numărul 958, respectiv 058). Această realizare a făcut obiectul lucrării „Vorbirea artificială - Aplicații în industrie și telecomunicații", tipărită în anul 1996, la Editura Mirton. 
Lucrarea a fost propusă și susținută pentru a participa la selecția în vederea acordării premiilor Academiei Române pe anul 1996, la secția informatică, unde erau prevăzute a fi acordate două premii distincte. Din motive financiare s-a acordat un singur premiu care a fost acordat unei alte persoane.
S-a pensionat la 1 octombrie 2008 având funcția de conferențiar.

## Activitate literară
În acest domeniu, Lorin Fortuna este cunoscut, mai ales ca poet, editând de-a lungul timpului, în perioada 1994-2008, cinci plachete de poezii și o antologie poetică, editată în doua ediții. A colaborat, de asemenea, cu publicistică la mai multe reviste literare, iar unele dintre poemele cuprinse în cărțile pe care le-a publicat au fost transpuse pe muzică de compozitorul Vasile Tănase, precum și de el.

## Activitate ezoterică
A înființat Mișcarea: Misiunea Astrală "România" și Mișcarea Sarmizegetusa amândouă fiind două proiecte de tip ezoteric, șocând cu teoriile sale despre civilizații virtuale.
Conform lui Lorin Fortuna, lumea este alcătuită din mai multe civilizații virtuale: șerpiliană modificată, viperiană, balauriană, dragoniană, peștiliană, delfiniană, acviliană, grifoniană, goriliană.
Fortuna a declarat că aparține civilizației Goriliene.
Fortuna susține că de peste zece ani are comunicare telepatică cu ierarhiile superioare ale civilizației Goriliene, la nivel galactic central care „l-au luat în evidență, au început să-i transmită informații”. Conform acestuia, Traian Băsescu a fost sprijinit de civilizația iguaniferă violet la alegerile prezidențiale din anul 2009.
Fortuna a declarat în 2009 că sfârșitul lumii va veni în anul 2012 și a susținut că în acest eveniment nu va pieri toată umanitatea, care este alcătuită din gorilieni și mutanți civilizaționali.
Din 6,6 miliarde de oameni, cât numără populația pământului, 600 de milioane de oameni vor scăpa de Apocalipsă.
Cei care vor scăpa sunt cei care fac parte din civilizația goriliană.
De asemenea, „unii din mutanți vor ajunge pe planeta nouă, dar după o selecție”, în viziunea lui Fortuna.
De asemenea, Fortuna susținea că în evenimentele din anul 2012, Terra își va ieși din orbită și va arde, transformându-se în stea care se va numi Steaua Pitică-Albă.
În viziunea lui Fortuna, NASA este o instituție care este condusă de persoane care fac parte din civilizația mutanților civilizațional din rândul vulturienilor negri și că minte și manipulează.
Conform lui Lorin Fortuna, Mihai Eminescu este viitorul Dumnezeu Tutelar Civilizațional al Civilizației Virtuale Goriliene.
El a părăsit Lumea Planetară Superioară a Planetei Terra cu o navă spațială pentru a-și lua în primire funcția supremă.
Mihai Eminescu îl înlocuiește pe Menahem Esenianul, al cărui mandat de 2.000 de ani e pe cale să se încheie.
Ciprian Porumbescu, Corneliu Zelea Codreanu, Ion Antonescu, Constantin Rosenthal sunt dumnezei în Ierarhia Dumnezeiască și Demiurgică aferentă Lumii Fizice predominant luminoase a Planetei Terra.

## Publicistică
- În anii 2003-2009 a editat revista "Astral", ultimul număr al acestei reviste apărând în luna martie 2009 ( numărul 7);
- În 2004 a editat revistele "Națiunea Română" și "Politica Națională", din care au apărut câte un singur număr;
- În 2007 a coordonat apariția cărții "Rolul Frontului Democratic Român în cadrul revoluției române din decembrie 1989", cea mai mare parte a acestei cărți fiind compusă din articole care-i aparțin;
- A publicat mai mule volume de poezii, între care și o antologie intitulată: "Poemul existenței-antologie poetică"

## Declarații
- "Discuțiile despre faptul că a fost revoluție sau lovitură de stat pot avea și o conotație juridică (...) În decembrie 1989 a fost o revoluție, așa este prevăzut și în Constituție, iar cine neagă acest adevăr este pasibil de pedeapsă"[16].
- "Să nu vă gândiți că este un singur Dumnezeu. Monoteismul acesta cu un singur Dumnezeu a fost de fapt o manevră menită să aducă rege pe un singur Dumnezeu după care acesta să fie deturnat cu un Dumnezeu de tip șerpilian, de exemplu" [necesită citare]
- Atacul teroriștilor a fost o acțiune criminală, antirevoluționară, declanșată și coordonată de către o grupare din cadrul Ministerului Apărării Naționale, condusă de către fostul general Victor Atanasie Stănculescu[17].

## Deces
Pe 25 noiembrie 2016, în urma unui ulcer duodenal perforat, a decedat la Spitalul Județean Timișoara, unde fusese internat și operat.